# Virasat-e-Khalsa
Virasat-e-Khalsa, en pendjabi : ਵਿਰਾਸਤ-ਏ-ਖਾਲਸਾ, est un musée consacré au sikhisme et à Khālsā. Il est situé à Rupnagar en Inde . Il a été créé en 2011 [réf. nécessaire].